# Vantjungfru

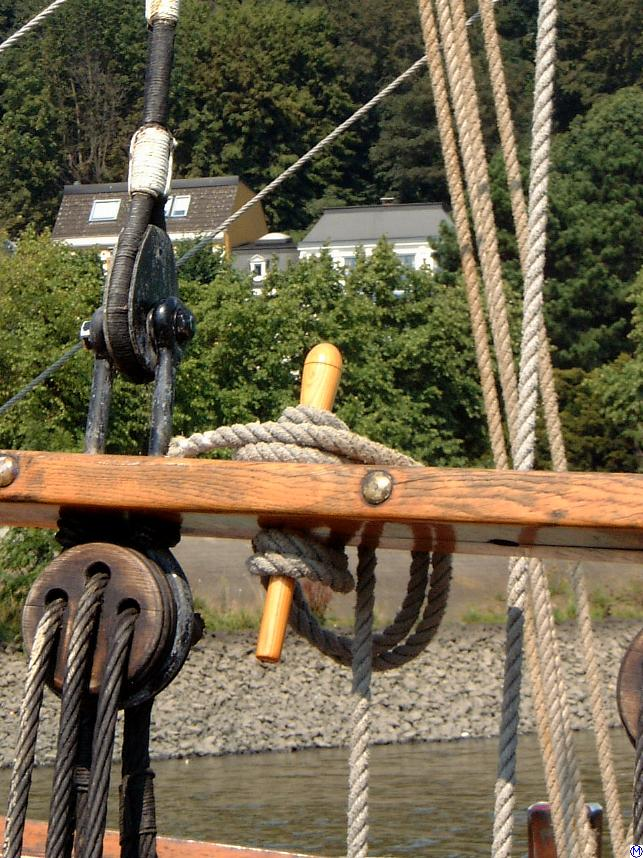
En övre jungfru, strax under nagelbänken

Jungfru eller vantjungfru är ett trästycke med hål, som används då vanten fästs vid röst eller märs på äldre segelfartyg. Ett taljerep dras turvis mellan hålen på två jungfrur. Konstruktionen användes åtminstone från Romarrikets storhetstid och fram till slutet av 1800-talet, då den så småningom ersattes med vantskruvar.